# Skokі
Skoki (vitryska: Скокі, ryska: Скоки) är en by i Belarus.   Den ligger i voblasten Brests voblast, i den västra delen av landet, 300 km sydväst om huvudstaden Minsk. Skoki ligger 133 meter över havet och antalet invånare är 1 000.

## Natur och klimat
Terrängen runt Skoki är mycket platt. Runt Skokі är det ganska tätbefolkat, med 207 invånare per kvadratkilometer.. Närmaste större samhälle är Berastse, 7,4 km sydost om Skoki.
Trakten runt Skokі består till största delen av jordbruksmark.